# Michel Canac
Michel Canac (* 2. August 1956 in Aime-la-Plagne; † 30. Mai 2019 am Glacier Noir) war ein französischer Skirennläufer.

## Biographie
Canac feierte seine ersten Erfolge bei den französischen Meisterschaften im Jahr 1980, als er den Titel in der Alpinen Kombination gewinnen konnte. Seine ersten Weltcuppunkte gewann er am 11. Januar 1981 beim Slalom von Garmisch-Partenkirchen. Im darauffolgenden Jahr nahm er erstmals an Alpinen Skiweltmeisterschaften teil, wobei er als fünfter in der Alpinen Kombination nur knapp eine Medaille verpasste, im Slalom schied er aus.
Am 30. Januar 1983 gelang Canac sein erster und einziger Podestplatz im Weltcup, beim Slalom von Kranjska Gora belegte er hinter dem Österreicher Franz Gruber und dem Schweden Stig Strand den dritten Platz.
1984 nahm er zum ersten und einzigen Mal am Olympischen Winterspielen teil. Bei den Wettkämpfen in Sarajevo schied er jedoch bei seinem einzigen Start im Slalom aus. 
Nach 1984 wendete sich Canac vermehrt dem Skibergsteigen zu, so gewann er 1988 bereit seinen zweiten französischen Meistertitel in dieser Disziplin. Kurzzeitig arbeitete er als Skilehrer für die École du ski français, bevor er Tourenführer in Briançon wurde. 
Am 30. Mai 2019 verunglückte Canac beim Versuch die Nordwand es Pelvoux mit Skiern zu befahren am Glacier Noir tödlich.

## Erfolge

### Olympische Winterspiele
- Sarajevo 1984: DNF Slalom

### Weltmeisterschaften
- Schladming 1982: 5. Alpine Kombination, DNF Slalom

### Weitere Erfolge
- Französischer Meister in der Alpinen Kombination (1980, 1984)
- Französischer Vizemeister im Slalom (1982)
- Französischer Vizemeister im Parallelslalom (1982)
- Bronze bei den französischen Meisterschaften (1983)
- Französischer Meister im Skibergsteigen (1978, 1988)